# Hans Zehrer

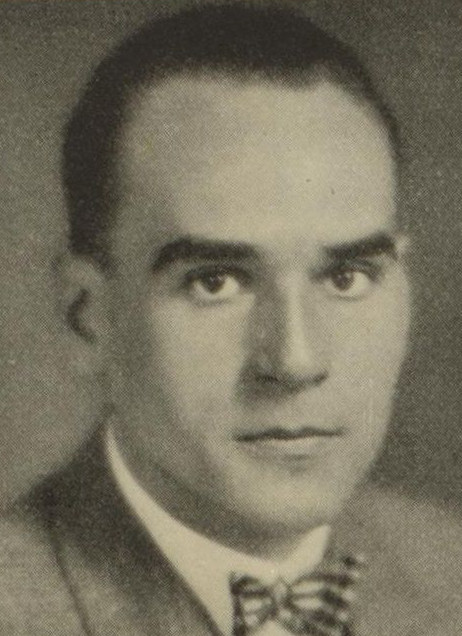
Hans Zehrer, um 1927

Hans Zehrer (* 22. Juni 1899 in Berlin; † 23. August 1966 ebenda) war ein deutscher Chefredakteur, Journalist, Publizist, Zeitungsherausgeber, Übersetzer und Schriftsteller.

## Leben

### Erster Weltkrieg und Weimarer Republik
Hans Zehrer war der Sohn eines Postoberinspektors. Nach dem Abitur meldete er sich im Ersten Weltkrieg als Kriegsfreiwilliger. Nach dem Ende des Weltkriegs blieb er weiter Soldat und beteiligte sich als Zeitfreiwilliger am Kapp-Putsch. Er studierte Medizin, Geschichte und Theologie an der Universität Berlin, brach dieses jedoch aus wirtschaftlichen Gründen ab.
Von Oktober 1923 bis Oktober 1931 war er Redakteur der Vossischen Zeitung. Sein erster im Jahre 1923 erschienener Artikel befasste sich mit der „Krise des Parlamentarismus“. Den ihm 1931 angebotenen Posten des Chefredakteurs der Vossischen Zeitung lehnte er ab. Stattdessen hatte er im Oktober 1929 die heimliche Herausgeberschaft der im Verlag von Eugen Diederichs erscheinenden Monatszeitschrift Die Tat übernommen, die unter Zehrers Leitung ihre Auflage erheblich steigern konnte. Die Auflage stieg in nur in drei Jahren von 1000 auf 30.000 Exemplare. Die Weltbühne von Carl von Ossietzky kam nie über eine Auflage von 15.000 Exemplaren hinaus. Zusammen mit Ernst Wilhelm Eschmann, Giselher Wirsing und Ferdinand Friedrich Zimmermann (Pseudonym: Ferdinand Fried) bildete er den sogenannten „Tat-Kreis“, der in der Spätphase der Weimarer Republik einen erheblichen Einfluss auf die öffentliche Meinung ausübte. Hier nahm Zehrer bald eine beherrschende Stellung ein. Zehrers Gegner von der linken Zeitschrift Die Weltbühne veranlasste dies dazu, ihn bissig als den „Duce des Tatkreises“ zu bezeichnen. Obwohl Zehrer den Nationalsozialismus ablehnte, wählte er, wie seine Ehefrau später berichtete, seit den frühen 1930er Jahren die NSDAP. Die Hoffnung, die er daran knüpfte war, so zur Erosion des Weimarer Staates beizutragen und „das System endlich zu stürzen.“
Zehrers ursprüngliche Bereitschaft, die NS-Bewegung als Ganzes zur Mitarbeit am Aufbau eines neuen Staates heranzuziehen und sogar Adolf Hitler als Kanzler zu tolerieren und mit Hilfe der Reichswehr zu kontrollieren, wich in den Tagen des 12./13. August 1932 dem Ziel, die NSDAP zu spalten. Um die „Machtergreifung“ der NSDAP zu verhindern, bemühte sich Zehrer erfolglos um ein Querfrontbündnis mit dem „linken“ Flügel der Nationalsozialisten um Gregor Strasser, Gewerkschaftern und Sozialdemokraten, unter Führung von Kurt von Schleicher. Anfang Januar 1933 machte Zehrer in der Tat das von seinem Mitarbeiter Hellmuth Elbrechter aufgedeckte Bündnis zwischen Hitler und Papen publik. Am 24. Januar legte er Schleicher nahe, den drohenden Machtverlust durch einen Staatsstreich der Reichswehr zu verhindern: „Das Parlament muss ausgeschaltet werden und mit ihm die Parteien.“

### Wirken nach 1933
Im September 1933 musste Zehrer die Herausgeberschaft der Tat aufgeben, die nun Giselher Wirsing übernahm. Die von Zehrer erst im September 1932 übernommene Tägliche Rundschau wurde im Mai vorläufig und im Juli endgültig von der Gestapo verboten. Er zog sich nach Blankenese zurück und lebte ab 1934 in Kampen auf Sylt, wo er den jungen Axel Springer traf. Als ehemaliger Protegé Schleichers und wegen seiner jüdischen Ehefrau Margot Susmann-Mosse unterlag Zehrer de facto einem Berufsverbot, auch wenn dieses nie explizit ausgesprochen wurde. Auf Sylt arbeitete er als Reitlehrer, war als Übersetzer tätig und schrieb Filmmanuskripte. Ab 1939 arbeitete er für den Gerhard Stalling Verlag und verfasstes dort sein Werk Der Mensch in dieser Welt, das jedoch erst 1948 erschien. Er beschäftigte sich mit literarischen Gelegenheitsarbeiten und veröffentlichte unter dem Pseudonym „Hans Thomas“ den Gesellschaftsroman Percy auf Abwegen, der bei seinem Freund Ernst Rowohlt verlegt und 1940 unter dem Titel Ein Mann auf Abwegen mit Hans Albers in der Hauptrolle verfilmt wurde, wobei das Drehbuch von Zehrer stammte. 1938 wanderte seine erste Frau, eine Jüdin, von der er 1939 geschieden wurde, nach England aus und Zehrer kehrte nach Berlin zurück, um als Lektor und Leiter der Berliner Filiale des Stalling Verlages zu arbeiten. Am 1. April 1941 wurde er dort zunächst, nach der Aufnahme in Reichsschrifttumskammer, Vorstandsmitglied und 1942 nach Tod von Geheimrat Stalling Vorstandsvorsitzender. Ende 1943 wurde Zehrer zur Luftwaffe eingezogen, diente im Stab in Karlsbad, wurde 1945 nach Berlin versetzt und kehrte anschließend nach Sylt zurück.
Nach dem Zweiten Weltkrieg sollten in den Besatzungszonen zwei neue überregionale Zeitungen etabliert werden. Zunächst hatte die eine „Tag“ heißen sollen, es wurde jedoch für „Welt“ entschieden. Die andere sollte in Anlehnung an die englische Times „Zeit“ heißen. Zehrer und Josef Müller-Marein sollen mit einer Münze ausgeworfen haben, wessen Blatt „Welt“ oder „Zeit“ heißen solle. Von Januar bis März 1946 war Zehrer Chefredakteur der von der britischen Besatzungsmacht gegründeten Tageszeitung Die Welt. Anfang März wurde er jedoch von den Engländern abgesetzt. Der Grund waren Proteste einiger Hamburger Sozialdemokraten, die „den einstigen Gefolgsmann des Reichskanzlers und Generals von Schleicher als ‚Steigbügelhalter des Nationalsozialismus‘ denunziert“ hatten. Er musste noch vor dem Erscheinen der ersten Ausgabe von diesem Amt zurücktreten.
Von Februar 1948 bis September 1953 leitete er die Redaktion des Hamburger Sonntagsblatts. Danach war er bis Mai 1966 erneut Chefredakteur der Welt, die 1953 von Axel Springer übernommen wurde, und zusätzlich Kolumnist der Bild-Zeitung („Hans im Bild“). Zehrer gehörte zu den engsten Vertrauten Axel Springers. Seine Reise mit Springer nach Moskau 1958 führte dazu, dass Die Welt und Springer von der Idee einer gesamtdeutschen Neutralität endgültig abrückten.

### Politische Vorstellungen
In den Krisenjahren der Weimarer Republik entwarf Zehrer Pläne für den Aufbau eines Staates, in dem „der Mensch von guten Autoritäten“ geführt werde, die „sich am Gemeinwohl orientieren“. Seine Staatsidee beruhte auf den drei Grundbegriffen auctoritas, potestas und Volkswille zusammen.
Mit auctoritas meinte er die Befähigung zur Führung durch die suggestive Fähigkeit, andere zur Gefolgschaft zu bewegen, mit potestas meinte er die Macht, andere mit Gewalt zur Fügsamkeit zu zwingen. Im Kampf zwischen dem Nationalsozialismus und dem Kommunismus erwartete er nicht den völligen Sieg des einen über den anderen, sondern die Auflösung beider und ihr Aufgehen in einer dritten Gemeinschaft, der Volksgemeinschaft:

„Der NS bewegt sich auf der Linie vom Nationalismus zum Sozialismus, die Gewerkschaften auf der Linie vom Sozialismus zum Nationalismus […] Die politische Einheit des Volkes aber, die Volksgemeinschaft, wird nur dadurch geschaffen, dass das Nationale und das Soziale zusammenfallen und sich zur Einheit zusammenschließen.“

Er vertrat einen aggressiven Anti-Intellektualismus, der bei ihm aus einem von Vorlieben für das Romantische und Mystische gespeisten „Anti-Rationalismus“ hervorging.

## Erika Zehrer
Erika Zehrer (geborene Billmann, * 23. Oktober 1918; † 6. März 1985) wurde auf der Festung Ehrenbreitstein bei Koblenz geboren. Sie war die Tochter des Offiziers und späteren Leiters der Berliner Militärschule Otto Billmann. Sie war die zweite Ehefrau Zehrers und starb 1985 im Alter von 67 Jahren in Prien am Chiemsee. Sie galt als Zehrers rechte Hand im Beruf, seine einzige Vertraute und sein bester Freund. Während seiner Zeit als Herausgeber des Sonntagsblatts in Hamburg und als Chefredakteur der Welt stand sie ihm stets beratend an seiner Seite. Nach seinem Tod zog sie nach Bayern und verwaltete in Prien am Chiemsee sein Erbe.

## Werke (Auswahl)
- Rechts oder Links? Die Verwirrung die Begriffe. In: Die Tat. Monatsschrift zur Gestaltung neuer Wirklichkeit. 23. Jahrgang, Heft 7, 1931, S. 505–559.
- Die dritte Front. In: Die Tat. 24. Jahrgang, Heft 5, 1932, S. 97–120.
- Die eigentliche Aufgabe. In: Die Tat. 24. Jahrgang, Heft 10, 1932, S. 777–800.
- Das Ende der Parteien. In: Die Tat. In: Die Tat. 24. Jahrgang, 1932.
- Die Revolution von Rechts. In: Die Tat. 25. Jahrgang, 1933, S. 1–16.
- Der Umbau des deutschen Staates. in: Die Tat. 25. Jahrgang, 1933, S. 97–105.
- Der Mensch in dieser Welt. Rowohlt, Hamburg 1948. Vorwort von Hanns Lilje. (Geschichtsphilosophie).
  - Man in this world. London 1952, New York 1955. (englisch, gekürzt und bearbeitet).

Unter Pseudonym
- Hans Thomas: Percy auf Abwegen Roman Deutscher Verlag, Berlin 1938.
- Hans Thomas: Stille vor dem Sturm; Aufsätze zur Zeit. Rowohlt, Hamburg 1949.